# Murray Township (Missouri)
Murray Township est un ancien township du comté de Greene dans le Missouri, aux États-Unis,.
Le township est baptisé en référence à la famille Murray.

## Source de la traduction
- (en) Cet article est partiellement ou en totalité issu de l’article de Wikipédia en anglais intitulé « Murray Township, Greene County, Missouri » (voir la liste des auteurs).